# Красне Сельцо
Кра́сне Сельцо́ (рос. Красное Сельцо, ерз. Красное Сельцо) — присілок у складі Рузаєвського району Мордовії, Росія. Входить до складу Красносельцівського сільського поселення.

## Населення
Населення — 77 осіб (2010; 78 у 2002).
Національний склад (станом на 2002 рік):
- росіяни — 49 %
- мокшани — 37 %